# Bedford Hills (Nueva York)
Bedford Hills es una aldea dependiente judicialmente de la ciudad de Bedford, en el estado de Nueva York.
Con la llegada del ferrocarril en 1847, Bedford Hills era conocida como Bedford Station. 
Poco a poco Bedford Hills fue desarrollándose con pequeños comercios en el centro, alrededor de la estación, a granjas y fincas, hacia el este de las calles Harris, 
Babbitt y Bedford Center y al sur a lo largo de la Route 117 hacia Mt. Kisco
Bedford Hills es a su vez el asentamiento del gobierno de la ciudad de Bedford, con el ayundamineto, construido en 1927. 
La aldea es también la sede del Bedford Hills Correctional para mujeres, la mayor prisión de mujeres del estado de Nueva York.
- Datos: Q3473053
- Multimedia: Bedford Hills, New York / Q3473053

1. ↑  Zip Data Maps, código ZIP n.º 10507.